# وريك (برنامج)
وريك (بالإنجليزية: Wrike)‏ هي شركة أمريكية تقدم خدمات تطبيقات إدارة المشاريع ومقرها في سان خوسيه ، كاليفورنيا.

## تاريخ
تم تأسيس وريك في عام 2006 بواسطة أندرو فيليف. قام فيليف في البداية بتمويل الشركة ذاتيًا قبل الحصول على تمويل من المستثمر لاحقًا. أصدر وريك النسخة التجريبية من برامجه (تسمى أيضًا وريك) في ديسمبر 2006 ، وظهر التطبيق علنًا في ذلك الشهر في مؤتمر لي ويب 3 في باريس ، حيث فاز بجائزة فئة بي تو بي . ثم أطلقوا منصة «انتربرايس» جديدة تستهدف الشركات الأكبر حجمًا في ديسمبر 2013.
في عام 2016 ، أطلق وريك مركز بيانات في أوروبا لاستضافة البيانات وفقًا للوائح الخصوصية المحلية. في يوليو من نفس العام ، أعلن وريك عن إطلاق وريك فور ماركت ، وهو أول تحرك لهم في الحلول الرأسية. تم تصميم المنتج وفقًا لسير العمل التسويقي النموذجي ، والذي غالبًا ما يدور حول الملخصات والطلبات والتعيينات والمراجعات والموافقات.
في يناير 2021 ، أعلنت أنظمة سايتركس عن نيتها الاستحواذ على وريك مقابل 2.25 مليار دولار. انتهت عملية الاستحواذ في مارس 2021.